# Georg Muche

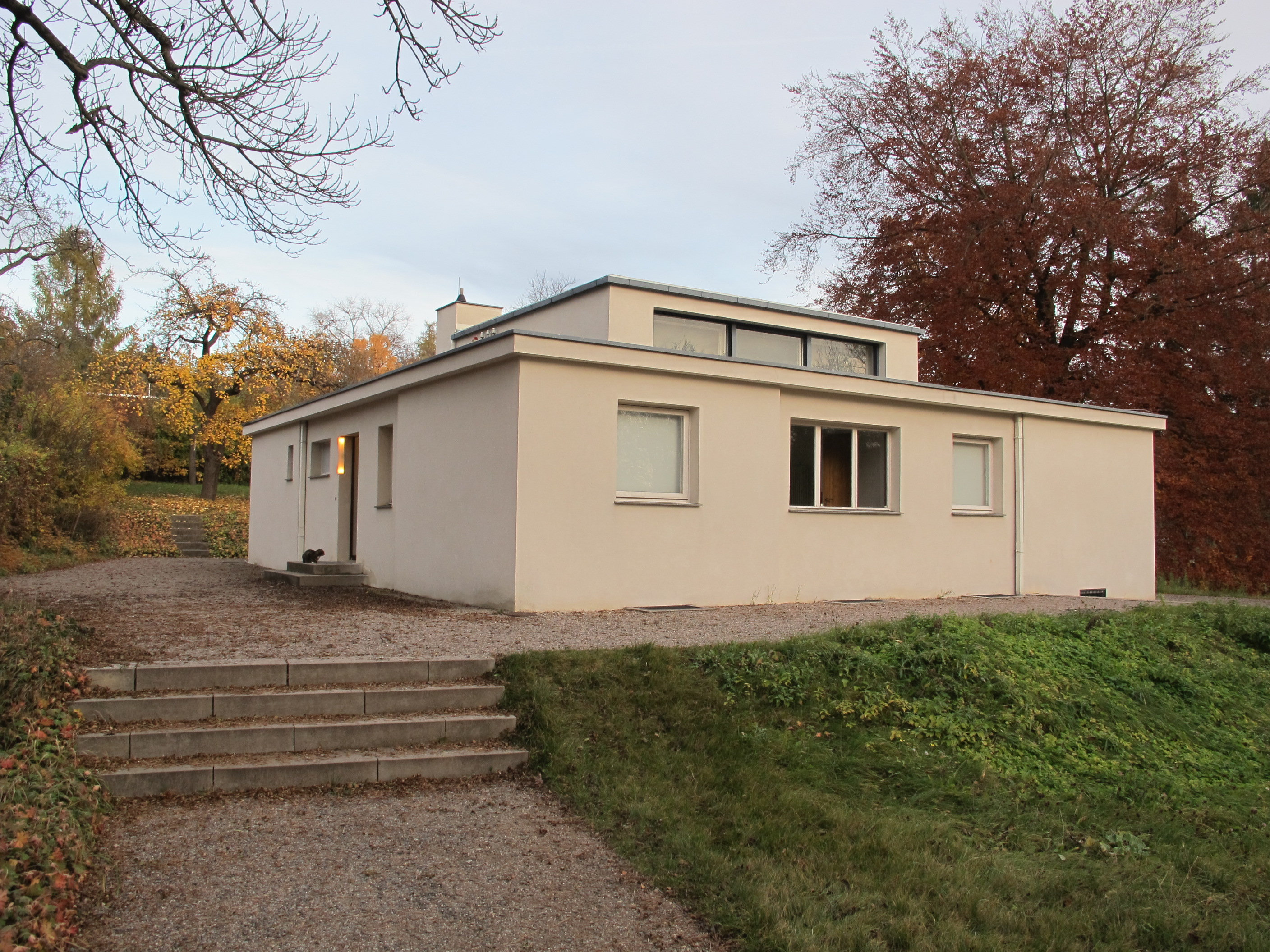
Haus am Horn, postaven 1923

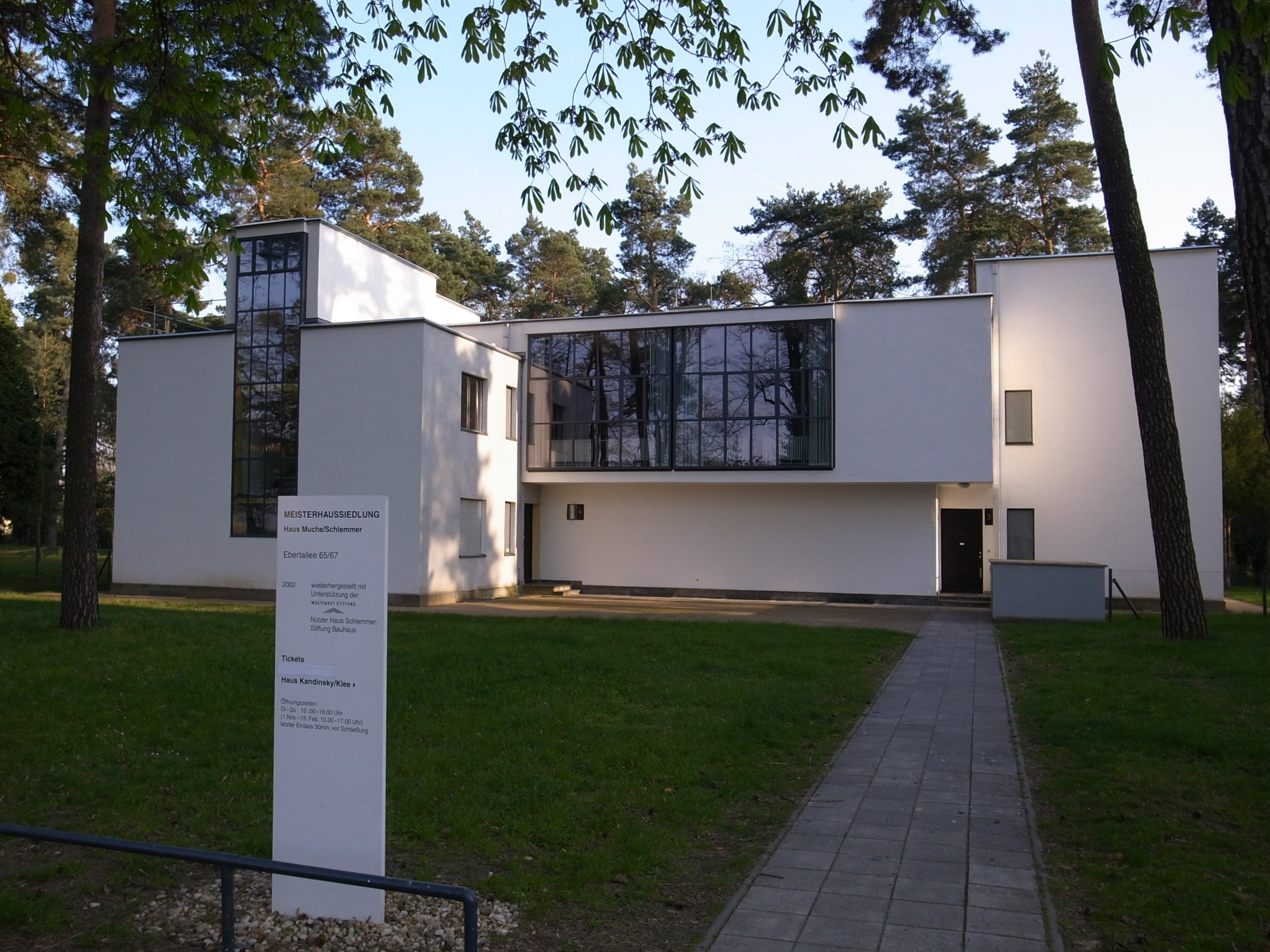
Mistrův dům Haus Muche/Schlemmer

Georg Muche (8. května 1895, Querfurt, Německá říše – 26. března 1987, Lindau, Německo) byl německý malíř, tiskař, architekt a učitel. Byl jedním z mnoha německých umělců, jejichž dílo bylo v roce 1933 odsouzeno jako zvrhlé umění a v roce 1937 vystaveno na výstavě Entartete Kunst v Mnichově.

## Život a dílo
Jeho otec Felix Muche byl naivní malíř a sběratel umění. Georg začal studovat umění v Mnichově v roce 1913. O rok později se přihlásil na Královskou akademii výtvarných umění v Mnichově, ale neprošel vstupní zkouškou. Už během školních dnů v Querfurtu se cvičil v kreslení na portrétech přátel ze školy, studoval přírodu, zhotovoval kopie starých mistrů Titiana, Rembrandta, Rubense olejovými barvami a zabýval se van Goghem nebo Cézannem.
V roce 1917 sloužil na západní frontě. V roce 1919 se stal učitelem dřevořezby v Bauhausu ve Výmaru a pracoval zde až do roku 1927. Od roku 1921 do roku 1927 se stal vedoucím tkalcovské třídy, předběžných kurzů a v roce 1923 předsedal výboru pro první výstavu Bauhaus, pro kterou byl navržen a postaven model domu "Am Horn". V roce 1925/26 navrhl "Stahlhaus Dessau" s pomocí studenta architektury Richarda Paulicka.
V roce 1927 se vrátil do Berlína, kde se stal učitelem na soukromé umělecké škole Johannese Ittena a setrval zde do roku 1930. Společně s Ittenem, kterého znal již od roku 1916, sdílel společné filozofické a pedagogické myšlenky.
Mezi lety 1931 a 1933 pracoval jako profesor malby na státní výtvarné škole ve Vratislavi, od roku 1939 do 1958 pak v Krefeldu. Po vyhlášce Josepha Goebbelse z 30. června 1937 bylo mimo jiné zabaveno třináct jeho děl jako zvrhlé umění, z nichž dvě díla byly ve stejném roce na stejné výstavě v Mnichově.
Po uchopení moci národními socialisty se Muche od roku 1938 stal opět nenápadným učitelem. Ve škole Huga Häringa “umění a práce” v Berlíně a se zabýval téměř výhradně freskami. Od roku 1939 do roku 1958 vedl nově založenou magisterskou třídu textilního umění. V roce 1942 maloval Georg Muche velké fresky v továrně na nátěry Kurta Herbertse ve Wuppertalu, ale následující rok byla budova zničena při bombardování.
V roce 1960 se Muche přestěhoval do Lindau u Bodamského jezera, kde působil jako nezávislý malíř, grafik a spisovatel a zabýval se teoriemi umění. Město Lindau ho ctí ve svém městském muzeu ("Cavazzen") a pojmenovali po něm místnost s jeho pracemi. V roce 1955 byly jeho práce vystaveny na festivalu Documenta v Kasselu. V roce 1979 získal Cenu Lovis Corinth.
Georg Muche byl členem Deutscher Künstlerbund a Deutscher Werkbund.
Zemřel 26. března 1987 v Lindau ve svých 91 letech.

## Žáci
- Thyra Hamann-Hartmann
- Werner Schriefers
- Heinz Trökes